# 炸裂白宫
《炸裂白宫》（英語：A House of Dynamite）是2025年上映的美国政治驚悚片，由凯瑟琳·毕格罗执导，诺亚·奥本海默编剧，演员阵容包括伊德瑞斯·艾尔巴、丽贝卡·弗格森、蓋布瑞爾·貝索、傑瑞德·哈里斯、特雷西·萊特、安東尼·拉莫斯、摩西·英格拉姆、喬納·霍爾-金、葛莉塔·李、傑森·克拉克。
电影入选第82屆威尼斯影展主竞赛单元，争夺金獅獎，2025年9月2日在电影节上全球首映。同年10月在美国部分院线上映，10月24日在流媒体平台Netflix全球上线。

## 故事大纲
一枚突如其来的导弹，让白宫陷入紧张气氛。幕僚们集体出动，争分夺秒寻找应对这场危机的良方

## 演员
- 伊德瑞斯·艾尔巴
- 丽贝卡·弗格森
- 蓋布瑞爾·貝索
- 傑瑞德·哈里斯
- 特雷西·萊特
- 安東尼·拉莫斯
- 摩西·英格拉姆（英语：Moses Ingram）
- 喬納·霍爾-金
- 葛莉塔·李
- 傑森·克拉克
- 马拉基·比斯利（Malachi Beasley）
- 布萊恩·泰
- 布列塔妮·奥格雷迪（英语：Brittany O'Grady）
- 格本加·阿金纳格贝（英语：Gbenga Akinnagbe）
- 薇拉·費茲傑羅
- 蕾妮·伊莉斯·戈德斯伯里（英语：Renée Elise Goldsberry）
- 凱爾·艾倫
- 凯特琳·德弗[3]
- 法兰切斯卡·卡帕尼尼（Francesca Carpanini）
- 阿布巴克尔·阿里（英语：Abubakr Ali）

## 制片
2024年5月，消息指凯瑟琳·毕格罗将为Netflix制作一部驚悚片，是自2017年《底特律》暌违七年后的回归之作。同年6月，伊德瑞斯·艾尔巴、丽贝卡·弗格森、蓋布瑞爾·貝索、傑瑞德·哈里斯和葛莉塔·李加盟剧组。同年8月，特雷西·萊特和摩西·英格拉姆加盟。同年9月，安東尼·拉莫斯、布萊恩·泰、喬納·霍爾-金、凱爾·艾倫、法兰切斯卡·卡帕尼尼（Francesca Carpanini）、阿布巴克尔·阿里、马拉基·比斯利（Malachi Beasley）、阿米娜·尼维斯（Aminah Nieves）和傑森·克拉克加盟。同年10月，格本加·阿金纳格贝加盟。同年10月24日，消息指电影已在新泽西州特伦顿取景。同年12月，消息指电影进入后期阶段。

## 发行
2025年6月，片方公布片名《炸裂白宫》，计划在同年10月于全美部分影院上映，10月24日上线流媒体平台Netflix。